# 1940 no teatro

## Nascimentos
| Data            | Nome               | Profissão                                 | Nacionalidade | Observações | Ref |
| --------------- | ------------------ | ----------------------------------------- | ------------- | ----------- | --- |
| 4 de janeiro    | Gao Xingjian       | novelista, dramaturgo e crítico literário | China         |             |     |
| 22 de Fevereiro | Aracy Balabanian   | atriz                                     | Brasil        |             |     |
| 24 de Fevereiro | Cláudio Cavalcanti | ator, escritor e dramaturgo               | Brasil        |             |     |
| 9 de Outubro    | Cláudio Mamberti   | ator                                      | Brasil        | m. 2001     |     |

## Mortes
| Data        | Nome             | Profissão             | Nacionalidade   | Observações | Ref |
| ----------- | ---------------- | --------------------- | --------------- | ----------- | --- |
| 10 de março | Mikhail Bulgakov | escritor e dramaturgo | União Soviética | n. 1891     |     |